# Rudolf Bartonek
Rudolf Bartonek (* 12. Juli 1911 in Grünbach, Oberösterreich; † 13. Januar 1981 in Ost-Berlin) war ein österreichisch-deutscher Oberstleutnant des Ministeriums für Staatssicherheit (MfS) der Deutschen Demokratischen Republik (DDR). Von 1955 bis 1966 leitete er die Schule der Hauptverwaltung A, des Auslandsnachrichtendienstes der DDR, in Gransee.

## Leben
Bartonek, Sohn eines Bergmanns, wurde 1925 nach dem Abschluss der Volksschule ebenfalls Bergmann. 1928 trat er in die Kommunistische Partei Österreichs (KPÖ) ein. 1933 bis 1939 war er nacheinander Vorsitzender der KPÖ-Kreisverbände in Zillingdorf und im Kreis Burgenland.
Nach dem sogenannten Anschluss Österreichs, der Eingliederung Österreichs ins nationalsozialistische Deutschland 1938 und dem Ausbruch des Zweiten Weltkrieges 1939 wurde Bartonek verhaftet und zu 15 Jahren Zuchthaus verurteilt. Bis Kriegsende saß er in Garst, in den Konzentrationslagern KZ Börgermoor, KZ Esterwegen und in Zwickau in Haft.
Nach Kriegsende ließ sich Bartonek in der Sowjetischen Besatzungszone Deutschlands nieder, trat in die Kommunistische Partei Deutschlands (KPD) ein und wurde nach der Zwangsvereinigung von SPD und KPD 1946 Mitglied der Sozialistischen Einheitspartei Deutschlands (SED). 
1945 wurde Bartonek Kreisvorsitzender der Freien Deutschen Jugend (FDJ) in Zwickau und Lehrer an der FDJ-Schule in Hartenstein. 1947 wurde er Leiter des dortigen Jugendamtes, 1949 Stadtrat für Volksbildung in Zwickau, im August 1950, als Nachfolger Gerhard Wenzels, Leiter des Landessportausschusses Sachsen. 1950/51 war er Mitglied der SED- und FDJ-Landesleitungen in Sachsen. 1950/51 absolvierte er einen Lehrgang an der Parteihochschule der KPdSU in Moskau. 1952 wurde er Sekretär der SED-Kreisleitung Zwickau.
1952 ging Bartonek zum Institut für wirtschaftswissenschaftliche Forschung (IWF) in Ost-Berlin, einer Tarnbezeichnung für den Vorgänger der Hauptverwaltung A (HVA) des MfS, des Auslandsnachrichtendienstes der DDR. Bis Mai 1955 leitete er die dortige Parteiorganisation der SED. 1953 wurde er Leiter einer operativen Abteilung für „Sonderaufgaben“. 1954 wurde er zum Oberstleutnant befördert.
Von 1955 bis 1966 leitete Bartonek die Schule der HVA, die als „Objekt VII“ bezeichnet wurde und in Gransee angesiedelt war.
1964 wurde Bartonek stellvertretender Leiter der Abteilung XII, zuständig für „Zentrale Auskunft und Speicher“, und war bis zu seiner Pensionierung 1971 Leiter des Archivs der HVA. 
Bartonek wurde auf dem Zentralfriedhof Berlin-Friedrichsfelde in der VdN-Anlage beigesetzt.

## Auszeichnungen
- Medaille für Kämpfer gegen den Faschismus 1933 bis 1945 (DDR)
- 1976 Vaterländischer Verdienstorden in Gold (DDR)